# Burghard Hüdig
Burghard Hüdig (* 4. Juni 1933 in Essen; † 17. Oktober 2020 in Stuttgart) war ein deutscher Fotograf.

## Leben
Hüdigs Eltern waren die Eheleute Erich und Getrud Hüdig, die Familie war katholisch. Burghard Hüdig besuchte zunächst die Volksschule und anschließend das Humboldtgymnasium in Essen. Nach der Mittleren Reife absolvierte er eine kaufmännische Lehre. Ab 1956 machte er ein Volontariat bei der Zeitung „Deutsches Volksblatt“ in Stuttgart und wurde als Pressefotograf fest angestellt.
Schon früh fotografierte berühmte Zeitgenossen und dokumentierte zahlreiche Grundsteinlegungen, Richtfeste und Einweihungen in der Aufbauzeit der frühen Bundesrepublik. Er dokumentierte in seinen Fotos das Zeitgeschehen in Stuttgart und in ganz Baden-Württemberg.
1965 stellte das „Deutsche Volksblatt“ sein Erscheinen ein und Hüdig machte sich als Pressefotograf selbstständig. Von der Landesschau-Redaktion des Süddeutschen Rundfunks erhielt er den Auftrag zur Lieferung von Hintergrundfotos für Nachrichtensendung am Abend. Diese Aufgabe nahm Hüdig 30 Jahre lang wahr. Er wurde daneben offizieller Fotograf der Messe Stuttgart-Killesberg. Sein Schwerpunkt lag jedoch auf der Dokumentation der Landespolitik, zahlreiche Porträts der Ministerpräsidenten entstanden, die Hüdig oft auch auf Auslandsreisen begleitete. Am intensivsten war dabei die Zusammenarbeit mit Lothar Späth. Hüdig wurde zum inoffiziellen „Hof-Fotografen“ der Landesregierung.
1959 heiratete er Rosemarie Rheiner, mit der er zwei Töchter hatte. Die Ehe wurde Mitte der 1970er Jahre geschieden. 1981 heiratete Hüdig in zweiter Ehe Karin Kirsch, geb. Göppinger, die auch Managerin ihres Mannes wurde.
Ab Anfang der 1990er Jahre widmete Hüdig sich auch der Malerei, seinen abstrakten Malstil bezeichnete er als „Floating Art“.
2017 übergab Hüdig sein komplettes Bildarchiv mit mehr als 400.000 Aufnahmen, die die südwestdeutsche Zeitgeschichte von 1956 bis 2003 dokumentieren, an das Hauptstaatsarchiv Stuttgart. Hüdig starb 2020 und wurde auf dem Pragfriedhof in Stuttgart beigesetzt.

## Ehrungen
- 1986 Verdienstkreuz am Bande

## Veröffentlichungen
- mit Otto Heuschele (Text): Zum 125jährigen Bestehen unseres Hauses am 25. November 1960. Chr. Belser AG für Verlagsgeschäfte und Co. Stuttgart 1960.
- Der Mensch Filbinger: eine Impression. Edition TG Schiegl, Stuttgart 1976.
- mit Klaus Mehnert (Text): China heute. Rüber, Schwieberdingen 1977.
- mit Horst Kosian (Text): Mit Filbinger im Reich der Mitte : Reisebilder aus China. Rüber, Schwieberdingen 1977.
- mit Thomas M. Müller (Text): „Nicht wahr, Gott liebt die Kinder“: Die China-Reise des Bischofs. In: Katholisches Sonntagsblatt: das Magazin für die Diözese Rottenburg-Stuttgart. Bd. 127 (1979), Nr. 47 (25. November), S. 16–18.
- mit Eberhard Mühlbacher (Text): Zwischen Hoffnung und Skepsis: mit Bischof Moser in China ; ein Bildbericht. Informationsstelle der Diözese Rottenburg-Stuttgart, Rottenburg 1980.
- mit Peter Bootz (Texte) und Kurt Eppler (Fotos): Zur Person Lothar Späth. Verlag 2000, Stuttgart 1980.
- mit Rolf Maier: Lothar Späth: Impressionen, Texte, Bilder. Edition Brodbeck & Maier, Bietigheim-Bissingen 1986, ISBN 3-87959-302-7.
- Zauberwelt Farbe: art-paintings. Flyeralarm Würzburg, Würzburg 2017.